# Carole Gallagher
Carole Gallagher (24 de febrero de 1923 — 29 de agosto de 1966) fue una actriz de cine estadounidense activa en los años 1940 y segunda esposa del actor Dick Foran. Es conocida por sus papeles en The Falcon Out West (1944) y The Denver Kid (1948).

## Vida personal y muerte
Nacida como la mayor de cuatro hermanos en una familia de abogados en San Francisco, se crio en Santa Mónica y desde niña tuvo el deseo de ser actriz. Tras graduarse de la escuela secundaria, se fue a Hollywood a tomar clases de actuación.
Su carrera cinematográfica comenzó en 1942 con un contrato en MGM, que inicialmente solo le reportó pequeños papeles secundarios. En 1943 consiguió un papel más importante en The Falcon and the Co-Eds. Le siguió otro secundario importante en Girl Crazy junto a Mickey Rooney y Judy Garland. En 1944 apareció en The Falcon Out West, que formaba parte de la misma serie de películas que The Falcon and the Co-Eds. Ese mismo año terminó brevemente su carrera para cuidar de su familia.
Gallagher se había casado con el actor Dick Foran en 1943. Tuvieron un hijo, Sean Nicolas Foran, nacido el 14 de febrero de 1944. Sin embargo, solo unos meses después, solicitaría el divorcio, en el que Gallagher describió su matrimonio con Foran como abusivo; un juez más tarde le ordenó pagarle 250 dólares mensuales para la manutención de su hijo. El divorcio finalizó en 1945.
Tras breves aventuras con Howard Hughes y el actor Craig Lawrence, se casó con el también actor Jimmie Ferrara el 27 de noviembre de 1946. En 1947, regresó a la gran pantalla tras una pausa de tres años. Tras varios papeles secundarios más, filmó su última película en 1949, Sands of Iwo Jima, antes de retirarse a la vida privada.
El matrimonio con Ferrara terminó en divorcio a principios de los años 1950. A finales de la década volvió a casarse para divorciarse pronto de nuevo. En 1964 contrajo matrimonio por cuarta vez con un veterano de la Segunda Guerra Mundial. Murió el 29 de agosto de 1966 a la edad de 43 años en Los Ángeles, California y fue enterrada en el Forest Lawn Memorial Park, Glendale, California. Su viudo falleció menos de un año después, el 21 de mayo de 1967.

## Filmografía seleccionada
| - Gangway for Tomorrow (1943) - Peanuts Harris (sin acreditar) - The Falcon and the Co-eds (1943) - Elsie, alumna (sin acreditar) - Girl Crazy (1943) - Showgirl (sin acreditar) - The Falcon Out West (1944) - Vanessa Drake - Secret Service Investigator (1948) - Periodista coqueta (sin acreditar) - The Denver Kid (1948) - Barbara - Homicide for Three (1948) - borracha (sin acreditar) - Blondie's Secret (1948) - La primera chica bañista en un sueño (sin acreditar) - Sands of Iwo Jima (1949) - Mujer de la USO (sin acreditar) |